# Trương Mỹ Hoa
Trương Mỹ Hoa (ur. 18 sierpnia 1945 w Bình Ân) – wietnamska polityk, członek Komitetu Centralnego Komunistycznej Partii Wietnamu. Do partii komunistycznej wstąpiła w 1963 roku. Brała udział w wojnie wietnamskiej. Od 1986 do 1991 pełniła funkcję przewodniczącej Ludowego Komitetu miasta Ho Chi Minh. 12 sierpnia 2002 została wybrana przez Zgromadzenie Narodowe na urząd wiceprezydent Wietnamu.